# Парр, Джерри
Джерри Парр (англ. Jerry Studstill Parr; 16 сентября 1930, Монтгомери, штат Алабама, США — 9 октября 2015, Вашингтон, округ Колумбия, США) — агент Секретной службы США, спасший президента Рональда Рейгана во время покушения на него в 1981 году.

## Биография
Родился 16 сентября 1930 года в городе Монтгомери, штат Алабама.
В 1950—1954 годах служил в ВВС США. В 1962 году окончил Университет Вандербильта, получив степень бакалавра по английскому языку и философии. В 1987 году получил степень магистра пастырских советников (англ. Pastoral counseling) в университете Loyola University города Балтимор, штат Мэриленд. В 1987 году он получил почётную докторскую степень колледжа Eureka College (город Eureka, штат Иллинойс).

### Агент секретной службы
Интерес к работе в секретной службе возник у мальчика после просмотра художественного фильма «Код секретной службы» (1939) с Рональдом Рейганом в главной роли — лейтенанта Бэнкрофта. После окончания Университета Вандербильта его мечта сбылась. С 1962 по 1968 годы Парр работал в службах безопасности, разведки и правоохранительных органов во всех штатах США и в 37 зарубежных странах. С 1969 по 1978 годы он работал в подразделении Foreign Dignitary Division. Обеспечивал безопасность более пятидесяти глав иностранных государств. В 1978—1979 годах был специальным агентом в Vice Presidential Protective Division, руководил безопасностью вице-президента США Уолтера Мондейла. В 1979 году Парр перешел в Presidential Protective Division, где был специальным агентом безопасности главы Белого дома. Руководил безопасностью президентов Картера и Рейгана. В этом качестве защищал Рональда Рейгана при покушении на него 30 марта 1981 года. В 1982 году Джерри Парр стал помощником директора службы Protective Research, а в 1985 году вообще ушел с работы в секретных органах.

### В отставке
Считая, что Бог направляет его жизнь, в частности, при спасении президента, Парр стал пастором. Активно работал в своей церкви в Вашингтоне, где был помощником пастора и духовным руководителем (англ. Spiritual direction). Состоял в совете директоров Joseph’s House, организации, помогающей больным СПИДом. Стал соучредителем школы Servant Leadership. В соавторстве со своей женой Кэролайн написал автобиографическую книгу In the Secret Service: The True Story Of The Man who Saved President Reagan (Tyndale House Publishing).
Умер 9 октября 2015 года от сердечной недостаточности в одном из хосписов Вашингтона. Ненадолго пережил свою жену Кэролайн (1959—2015), оставив трёх дочерей.
В 1981 году Джерри Парр был назван одним из «Top Cops» по версии журнала Parade Magazine. Он был советником-консультантом художественных фильмов «На линии огня» (1993) и «Контакт» (1997), а также документальных фильмов In the Line of Fire: Behind the Scenes with the Secret Service (1993) и Inside the US Secret Service (2004).